# Павловка (Новичихинский район)
Павловка — село в Новичихинском районе Алтайского края России. Входит в состав  Солоновского сельсовета.

## География
Расположена на юго-западе края на Приобском плато, в 25 км от райцентра с. Новичиха, примерно в 20 км к северо-западу от озера Горькое, в 17 км к западу от лесного массива Касмалинский ленточный бор.
Климат
Климат континентальный, характеризуется коротким летом и малоснежными зимами с метелями.
Средняя температура января −18,8 °C, июля +20 °C. Годовое количество атмосферных осадков — 326 мм.

## История
Согласно Закону Алтайского края от 05 октября 2007 года село вошло в образованное муниципальное образование «Солоновский сельсовет».

## Население
| 1997 | 1998 | 1999 | 2000 | 2001 | 2002 | 2003 | 2004 | 2005 | 2006 | 2007 |
| ---- | ---- | ---- | ---- | ---- | ---- | ---- | ---- | ---- | ---- | ---- |
| 580  | ↘563 | ↘546 | ↗549 | ↘521 | ↘496 | ↘477 | ↗491 | ↘425 | ↘422 | ↘410 |
| 2008 | 2009 | 2010 | 2011 | 2012 | 2013 |      |      |      |      |      |
| ↘384 | ↘376 | ↘373 | ↘371 | ↘361 | ↗372 |      |      |      |      |      |

## Инфраструктура
Павловская СОШ - филиал МКОУ Солоновская СОШ.

## Транспорт
Село доступно автомобильным транспортом по автодороге общего пользования регионального значения
01К-78 Мамонтово — Солоновка — автодорога А322